# Alhambradekretet

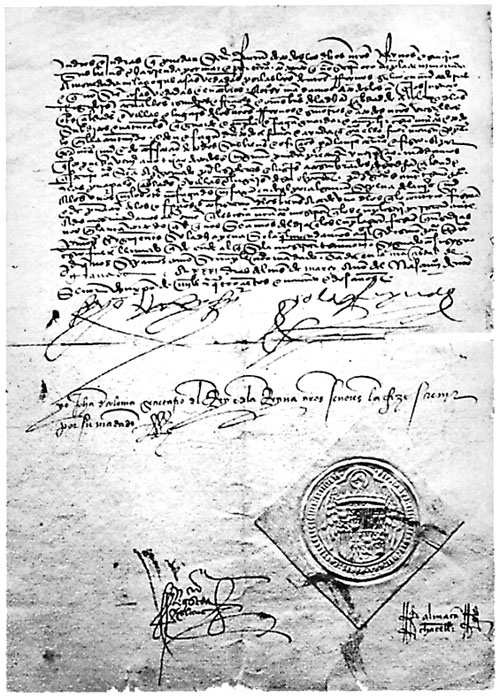
En signerad kopia av Alhambradekretet.

Alhambradekretet avser den order som utfärdades den 31 mars 1492 av kung Ferdinand II av Aragonien och drottning Isabella I av Kastilien och vars innebörd var att alla judar skulle utvisas från det katolska Spanien.

## Bakgrund
Under 1300-talet sökte kristna grupper, ledda av kristna kungariken, återerövra den iberiska halvön från de muslimska grupper som styrt i området i flera hundra år. Under den muslimska tiden hade judiska grupper kunnat leva sida vid sida med muslimerna, ofta i väletablerade och välmående enklaver och med vissa särskilda rättigheter. Från slutet av 1300-talet hade de kristna återtagit merparten av landet.